# Mooney M20
Mooney M20 je bila družina enomotornih visokosposobnih propelerskih športnih letal ameriškega proizvajalca Mooney Airplane Company. Letalo je veljalo za enega izmed najhitrejših enomotornih batnih letal, vendar na račun utesnjenosti kabine, zaradi česar ni tako popularen kot so njegovi konkurenti:  Beechcraft Bonanza, Rockwell Commander, Piper Comanche in Piper Saratoga. Proizvodnja Monney je bila leta 2019 zaradi stečaja zaključena. Skupno je bilo izdelanih več kot 11.000 letal. 
"M20" je bil Al Mooney-jev 20-ti dizajn in njegov najbolj uspešen. Serija M20 je v proizvodnji že več kot 50 let, od prvega lesenega M20 do M20TN leta 2007. Leta 2008 je družba začasno prekinila proizvodnje zaradi ekonomske recesije. 2013 so Kitajci postali novi lastniki in z investiranjem novega kapitala se je proizvodnja ponovno začela februarja 2014.
Serija M20 je obsegala tri podkategorije glede na dolžino trupa: kratki do M20E, srednji M20F do M20J in dolgotrupne. Vsi M20 imajo štiri sedeže.
Vsi M20, razen začetnih lesenih M20 in M20A, so povsem kovinski. Vsi imajo nizko povsem kantilever krila. Zakrilca so nameščena na 70% zadnjega dela krila. Prvi so imeli zakrilca na ročni mehanizem, pozneje so imeli hidravlični in še pozneje električni mehanizem. Sprednji del trupa ima za podpore jeklene cevi, zadnji del trupa pa je tip pol monocoque. Mooney Aclaim Type S je eno izmed najhitrejših špottnih letal s potovalno hitrostjo 448 km/h na višini.

## Tehnične specifikacije(2007 Mooney M20TN Acclaim)
Podatki iz Mooney Website
Splošne karakteristike
- Posadka: 1
- Število sedežev: trije potniki
- Dolžina: 26 ft 9 in (8,15 m)
- Razpon kril: 36 ft 5 in (11,1 m)
- Višina: 8 ft 4 in (2,5 m)
- Površina kril: 175,7 sq ft (16,3 m²)
- Aeroprofil: NACA 63-215 (koren) NACA 64-412 (konica)
- Teža praznega letala: 2370 lb (1074 kg)
- Naložena teža: 3374 lb (1528 kg)
- Uporaben tovor: 1004 lb (454 kg)
- Maks. vzletna teža: 3374 lb (1528 kg)
- Pogon letala: 1 ×  6-valjni zračnohlajeni protibatni motor Continental TSIO-550-G twin turbo in dvema intercoolerjema, 280 KM (209 kW)

 Zmogljivost 
- Maks. hitrost: 242 vozlov (278 mph, 448 km/h)
- Potovalna hitrost: 237 vozlov (272 mph, 438 km/h)
- Hitrost porušitve vzgona: 53 vozlov (61 mph, 98 km/h)
- Doseg: 1445 nm (standardni tanki) (1662 mi, 2676 km)
- Višina leta: 25 000 ft (7625 m)
- Hitrost vzpenjanja: 1240 ft/min (378 m/min)
- Obremenitev kril: 19,2 lb/ft² (96 kg/m²)
- Razmerje moč/teža: 12,0 lb/KM (0,11 kW/kg)